# Giardino della Gare de Reuilly

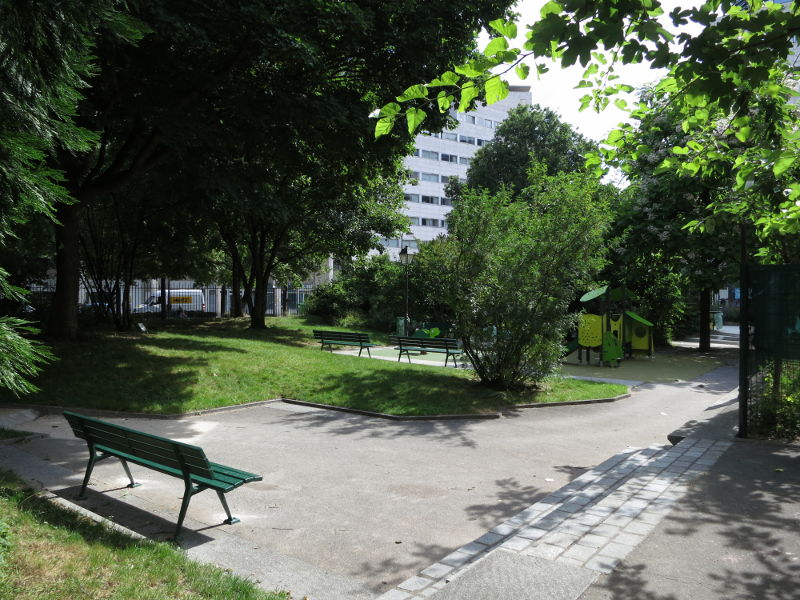
Veduta del giardino della Gare-de-Reuilly

Il giardino della Gare-de-Reuilly è uno spazio verde dell'XII arrondissement di Parigi, nel quartiere Picpus.
Il giardino è nato nel 1995, si estende su 2400 m² e prende il nome della vicina, vecchia stazione di Reuilly. A esso si accede dal n. 6 della rue Paul-Dukas.
È servito dalla Linea 6 della metropolitana con la stazione  Dugommier.